# Marc Torrejón
Pour les articles homonymes, voir Torrejón et Moya.
Marc Torrejón Moya, né le 18 février 1986, est un footballeur espagnol. Il joue au poste de défenseur. Il est le frère de la footballeuse Marta Torrejón.

## Biographie

### En club
Marc Torrejón est formé dans l'autre club de sa ville natale : l'Espanyol de Barcelone où il fait toutes ses gammes de jeune footballeur. Pour s'aguerrir il est prêté dans l'équipe réserve de Málaga CF en deuxième division espagnole, il joue beaucoup (35 matchs) mais ne peut empêcher la relégation de l'équipe de Malaga.
Il revient donc dans son club formateur pour jouer en première division. Il réalise sa première apparition en championnat le 1er octobre 2006 contre Osasuna Pampelune, en étant titulaire (0-0).
Durant la saison 2005-06, il joue 10 matchs en Coupe de l'UEFA et atteint même la finale contre le FC Séville, mais la perd aux tirs au but. Lors de la saison 2008-09, il joue un peu moins à cause en partie du recrutement de l'argentin Nicolás Pareja.
En juillet 2009, pour gagner du temps de jeu, il signe Racing Santander pour 1.6M€ et un contrat de 4 ans. Le 26 août 2012, en fin de contrat après la relégation du Racing, il s'engage avec le club allemand du 1. FC Kaiserslautern.

### En sélection nationale
Marc est tout d'abord appelé avec les moins de 19 ans, puis avec les espoirs. Il participe au championnat d'Europe espoirs 2009. Il y joue les trois matchs de son équipe et il inscrit un but contre la Finlande.

## Palmarès
- Coupe UEFA 
  - Finaliste : 2007 avec l'Espanyol de Barcelone

- 2. Bundesliga
  - Champion : 2016 avec le SC Fribourg

## Carrière
| Saison    | Club                  | Pays             | Championnat       | Coupes nationales | Coupes d'Europe | Sélection Espagne |
| --------- | --------------------- | ---------------- | ----------------- | ----------------- | --------------- | ----------------- |
| 2005-2006 | Málaga B              | Segunda Division | 35 matchs         | -                 | -               | -                 |
| 2006-2007 | Espanyol de Barcelone | Primera División | 29 matchs         | 2 matchs          | 10 matchs (C3)  | -                 |
| 2007-2008 | Espanyol de Barcelone | Primera División | 36 matchs / 1 but | 3 matchs          | -               | -                 |
| 2008-2009 | Espanyol de Barcelone | Primera División | 6 matchs          | 3 matchs          | -               | -                 |
| 2009-2010 | Racing Santander      | Primera División | 27 matchs         | 5 matchs          | -               | -                 |
| 2010-2011 | Racing Santander      | Primera División | 36 matchs / 1 but | -                 | -               | -                 |
| 2011-2012 | Racing Santander      | Primera División | 29 matchs / 1 but | 4 matchs          | -               | -                 |

Dernière mise à jour le 26 mai 2012